# Norival
Norival Pereira da Silva mayormente conocido como Norival (Río de Janeiro, Brasil, 5 de junio de
1917 - Nova Iguaçu, enero de 1988) fue un futbolista brasileño que jugaba como defensa ocupando el rol de central.

## Trayectoria
Inició su carrera en el Madureira con el cual jugó una de las dos competencias estatales que se realizaban en Río de Janeiro, tras la unificación de los campeonatos en 1937. En aquel equipo jugó hasta 1939.
En 1940 pasó al Fluminense que venía de la consagración de tres títulos consecutivos desde 1936 a
1938, en ese club ganó dos campeonatos cariocas en 1940 y 1941. Luego fue prestado por el lapso de dos años al Flamengo. Después se mantuvo jugando entre el mengao y el tricolor respectivamente. En el Fluminense sumó más de cien apariciones con el club, dejándole en 1949 sin ningún título conquistado. Posteriormente cerró su carrera en
Colombia jugando por el Atlético Junior.

## Selección nacional
Formó parte de la selección brasileña de fútbol en los campeonatos sudamericanos de Uruguay 1942, Chile 1945 y Argentina 1946, anotando su único gol internacional en esta última.

### Participaciones en campeonatos sudamericanos
| Campeonato                      | Sede      | Resultado |
| ------------------------------- | --------- | --------- |
| Campeonato Sudamericano de 1942 | Uruguay   | -         |
| Campeonato Sudamericano de 1945 | Chile     | -         |
| Campeonato Sudamericano de 1946 | Argentina | -         |

## Clubes
| Club            | País        | Año         |
| --------------- | ----------- | ----------- |
| Madureira       | Brasil      | 1935 - 1939 |
| Fluminense      | 1940 - 1942 |             |
| Flamengo        | 1942        |             |
| Fluminense      | 1942 - 1943 |             |
| Flamengo        | 1943        |             |
| Fluminense      | 1943 - 1945 |             |
| Flamengo        | 1945 - 1949 |             |
| Corinthians     | 1949        |             |
| Atlético Junior | Colombia    | 1950 - 1951 |

## Palmarés

### Campeonatos estatales
| Título             | Club       | País   | Año  |
| ------------------ | ---------- | ------ | ---- |
| Campeonato Carioca | Fluminense | Brasil | 1940 |
| 1941               |            |        |      |

### Selecciones nacionales
| Título                  | Selección | Sede    | Año  |
| ----------------------- | --------- | ------- | ---- |
| Campeonato Sudamericano | Brasil    | Uruguay | 1942 |